# 本寿院 (練馬区)
本寿院（ほんじゅいん）は、東京都練馬区にある日蓮宗の寺院。

## 概要
江戸時代初期、日宜上人によって開山された。日宜は、祖師（日蓮）像を背負って参詣の旅に出ていた。武蔵国板橋宿で泊まった際に火事に遭遇し、混乱の中で祖師像を失くしてしまった。祖師像発見の祈願をしたところ、近くの林の中に発見したが、どうしても動かすことができなかった。そこで祖師像を安置する堂宇を設けたのが当院の起源である。
創建以来、ずっと板橋区仲宿に位置していたが、1937年（昭和12年）に現在地に移転した。
当院には、馬が法衣をまとった姿の「僧形馬頭観音」と呼ばれる馬頭観音像があり、練馬区の文化財に登録されている。

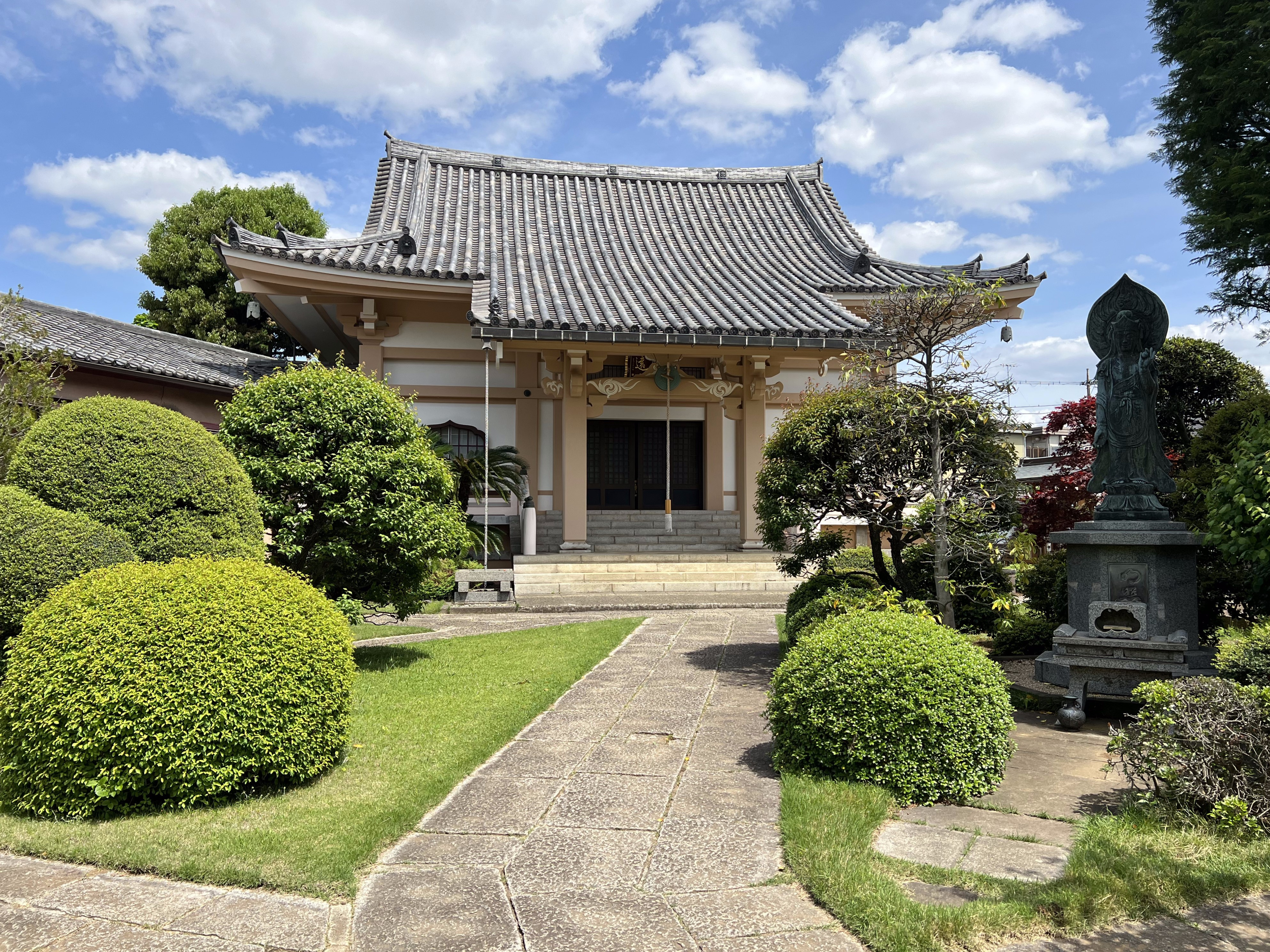
本堂
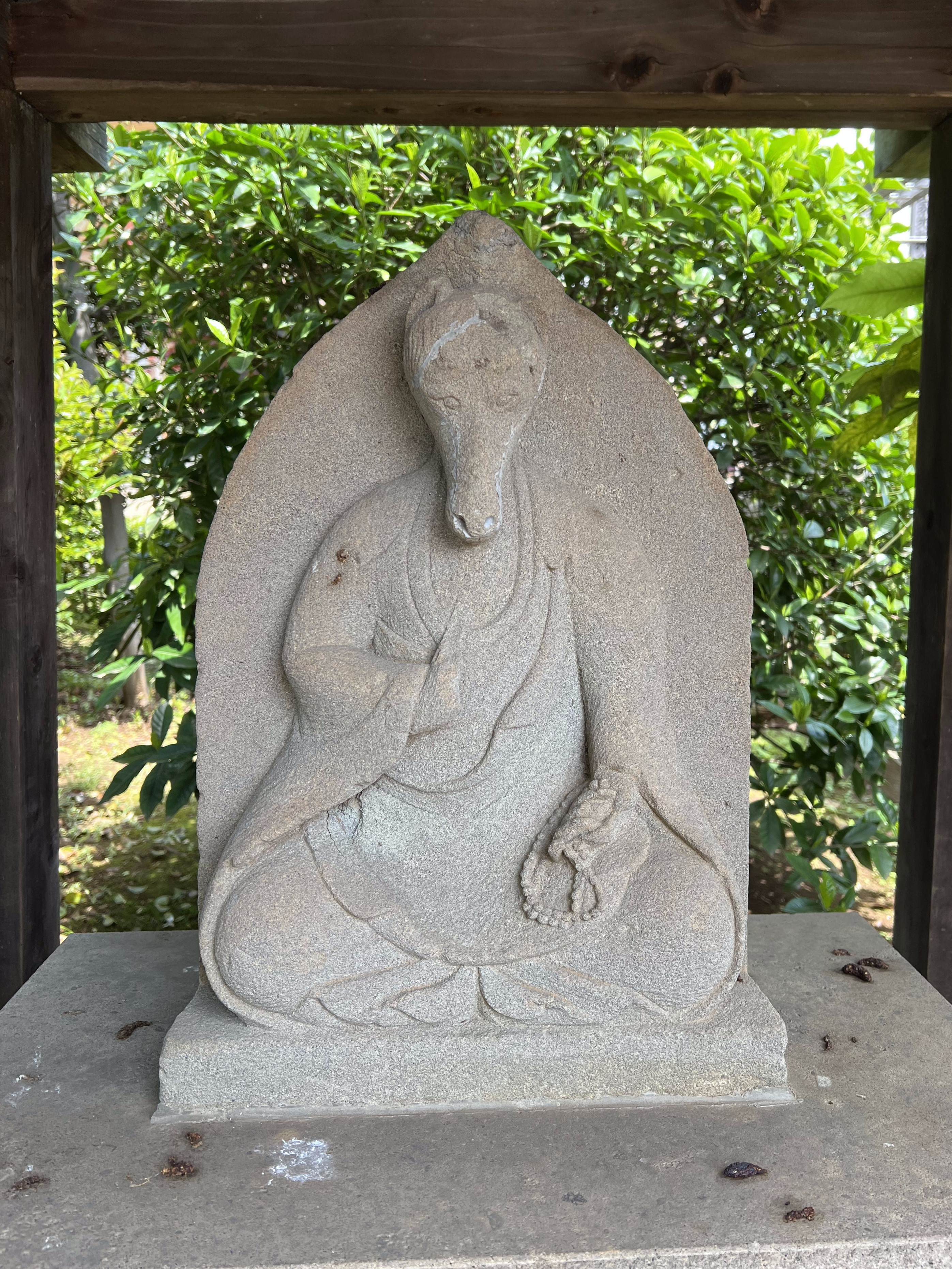
僧形馬頭観音

## 交通アクセス
- 平和台駅より徒歩7分。